# Бунт Подразделения по специальным операциям
Бунт Подразделения по специальным операциям (серб. Побуна Јединице за специјалне операције) — вооружённое выступление югославского спецподразделения «Красные береты», продолжавшееся с 9 по 17 ноября 2001 года, против МВД Союзной Республики Югославия и Правительства Югославии. Выступление охватило города Кула и Белград, а также участок автодороги между Врбасом и Белградом. Причиной противостояния стала неприязнь руководства подразделения к премьер-министру Зорану Джинджичу, пришедшему к власти после Бульдозерной революции. Поводом стал арест двух сербских военных — братьев Бановичей — и их выдача Международному трибуналу по бывшей Югославии. Бунт стал предшественником серьёзных политических потрясений, одним из которых стало убийство Джинджича в 2003 году. Солдаты подразделения требовали утвердить закон, который ввёл бы ограничения на сотрудничество властей страны с Международным трибуналом по бывшей Югославии, отправить в отставку руководителей силовых структур страны (глав МВД и Службы безопасности) и перевести подразделение под прямой контроль премьер-министра. Выступление завершилось 17 ноября 2001 года после подписания днём ранее соглашения, удовлетворившего все требования протестующих солдат.

## Предыстория

### Смена власти в Сербии
В событиях Бульдозерной революции, в том числе и демонстрации 5 октября 2000 года, «Красные береты» сыграли предопределяющую роль — несмотря на отданный приказ о стрельбе в демонстрантов на поражение, они так и не открыли огонь, поскольку свою роль сыграли переговоры между командиром подразделения Милорадом «Легией» Улемеком, также известным как Милорад Лукович (согласно данным паспорта от 1996 года, в котором Улемек указал фамилию своей жены), и лидером протестующих Зораном Джинджичем. В конце июня 2001 года был арестован и выслан в Гаагу бывший президент Слободан Милошевич, а в августе в Греции Улемека арестовали за подделку паспорта. В середине октября 2001 года Международный трибунал по бывшей Югославии потребовал от МВД Югославии предоставить документацию о Подразделении по специальным операциям и его действиях во время войны в Хорватии, Боснии и Герцеговине и Косово. Из военнослужащих ранее к уголовной ответственности привлекался только Франко Симатович.

### Милорад Улемек
Арест Улемека в Греции вызвал широкий общественный резонанс: «Легии», который в июне 2001 года покинул пост командира Подразделения по специальным операциям и уступил его Душану «Гумару» Маричичу, вменялись не только военные преступления в годы Югославских войн, но и покушение на жизнь Вука Драшковича, а также ещё два грубых нарушения общественного порядка, характеризуемые как пьяные дебоши. Первый инцидент произошёл в ночь с 4 на 5 мая 2001 года, когда в городе Куле сгорела дотла дискотека «Тврджава»: владельцы обвинили «Легию» в том, что тот, находясь в здании дискотеки, напился и начал стрелять из пистолета по дорогостоящей аппаратуре, что привело к пожару и сожжению клуба, однако в 2015 году суд отклонил иск владельцев к Улемеку. Несмотря на то, что сослуживцы Луковича представляли доказательства того, что он вообще не был в клубе в день пожара, в связи с этим инцидентом было отменено празднование дня Подразделения по специальным операциям, намеченное на 5 мая в белградской гостинице «Родич».
Второй инцидент прогремел 14 июня в белградском кафе «Боян Ступица» в доме 50 по улице Сербских властителей, где отмечала день рождения известная в Сербии певица Цеца Ражнатович вместе с актёрами театра и кино, руководством футбольного клуба «Обилич», президентом которого была Цеца, и военнослужащими Подразделения по специальным операциям, среди которых были Милорад Лукович и капитан Бранко Велькович. Ночью, когда Ражнатович уже покинула кафе, разгорелась пьяная драка между актёром Сергеем Трифуновичем и одним из членов руководства клуба «Обилич», в которую подключились Велькович и Лукович, начавшие стрелять. На звуки стрельбы местные жители вызвали полицию, и в кафе прибыл сержант Иван Максимович, которого Велькович и Лукович избили. По словам адвоката «Легии» Слободана Миливоевича, Лукович ещё отбивался на улице от троих неизвестных. По одним данным, Лукович в итоге спокойно позволил полиции себя арестовать; по другим данным — для его ареста понадобилось вызывать подкрепление, поскольку пьяный Лукович, выкрикивая угрозы, заставил полицейских, охранявших забрызганного кровью Вельковича, сложить оружие. Улемек и Велькович предстали 15 июня перед Белградском окружным судом (судья — Младен Анджелкович) по обвинению в нападении на сотрудника правоохранительных органов, находившегося при исполнении обязанностей, и совершении опасных для общества действий. Каждому грозило лишение свободы на срок от 3 до 15 лет тюрьмы, но суд приговорил обоих к аресту сроком на 1 месяц. Несмотря на всё случившееся, Улемек остался в расположении подразделения.

### Повод
Поводом для бунта стал арест братьев Предрага и Ненада Бановичей, обвинявшихся в массовых убийствах в контролируемом Армией Республики Сербской лагере военнопленных Кератерм, и последующая их выдача МТБЮ. Арест проводили военнослужащие «Красных беретов», но о том, что обоих арестованных отправят в Международный трибунал, никто не знал. По одной версии, в качестве причины ареста был факт участия Бановичей в войне на стороне полувоенного отряда «Волки», одного из предшественников «Красных беретов», и спецназовцы опасались, что трибунал может потребовать выдать всех военнослужащих Подразделения. По другой версии, Улемек боялся потерять своё влияние в подразделении и предстать перед судом по обвинению в организации покушения на Ибарском шоссе (слушания по делу состоялись 12 ноября того же года в Белграде).

## Бунт

### Выступление протестующих
9 ноября 2001 года премьер-министр Зоран Джинджич и министр внутренних дел Душан Михайлович были в служебных поездках, а начальник Государственной службы безопасности Горан Петрович был в отпуске. Вечером того дня ряд спецназовцев, в том числе и телохранители чиновников Правительства Сербии, покинули без разрешения начальства свои посты. Бунтовщики собрались на своей базе в городе Кула, где дали интервью журналистам и выдвинули три требования: утвердить закон, регулирующий сотрудничество с МТБЮ; сменить руководство силовых структур Югославии (отправить в отставку главу МВД Душана Михайловича, главу Государственной службы безопасности Горана Петровича и его заместителя Зорана Миятовича); перевести подразделение под прямой контроль премьер-министра. Подразделение отказалось от переговоров с представителями властей в этот и на следующий день, а 10 ноября спецназовцы на два часа закрыли участок автотрассы E75 около Врбаса — участок дороги между Нови-Садом и Суботицей. Джинджич утром того же дня немедленно вернулся из служебной поездки и провёл во второй половине того же дня экстренное заседание с участием членов МВД Сербии, где ему сообщили, что полиция не сможет предотвратить возможный государственный переворот с участием Подразделения по специальным операциям.
Помимо этого, шли тайные переговоры об освобождении нескольких высокопоставленных лиц Государственной службы безопасности и представителей криминального подполья — Миле Луковича и нескольких членов Земунского мафиозного клана. Глава Земунской преступной группировки Душан Спасоевич был одним из подстрекателей к бунту — в телефонных разговорах от 9 и 11 ноября с командиром Подразделения Душаном «Гумаром» Маричичем Спасоевич упоминал о бунте, рекомендуемых спецназовцам к выполнению шагах и о своём влиянии на СМИ. 11 ноября 2001 года в 21:50, когда на базу «Красных беретов» прибыл Джинджич, в телефонном разговоре Спасоевич и Маричич обменялись мнениями:

Д. Спасоевич: «(…) Требования должны быть удовлетворены. Нет иных сил, кроме Коштуницы, если он прикажет».
Д. Маричич: «Думаешь, остановятся? Он [Улемек] не будет этого делать».
Д. Спасоевич: «И, вероятно, завтра прибудет в Белград. И нет шансов сдаться, пока этот [Михайлович] не уйдёт. Значит, дай ему знать, что это Коштуница. Скажи ему, что ещё идёт этот [Джинджич] туда».
Оригинальный текст (серб.)Д. Спасојевић: „(...) Своје захтеве морају да испуне. Нема силе, осим Коштунице, ако он нареди.“

Д. Маричић: „Мислиш да прекину? Он [Улемек] то неће да уради.“
Д. Спасојевић: „И вероватно сутра долазе за Београд. И нема шансе да одустану док овај [министар Михајловић] не оде. Значи, јави му да зна, овај Коштуница. Јави му да је отишао овај [премијер Ђинђић] тамо.“

Непонятно, считал ли Спасоевич Коштуницу соучастником взбунтовавшихся спецназовцев или же считал, что тот выступит против бунтовщиков как верховный главнокомандующий Вооружённых сил Югославии. По словам Зорана Вукоевича, одного из свидетелей по делу об убийстве Джинджича и руководителя службы безопасности Спасоевича, к спецназовцам приезжали бандиты из Земунского клана ежедневно на базу в Куле, что постоянно влияло на журналистов.

### Переговоры с властями
В понедельник, 12 ноября около 5:20 утра примерно 70 военнослужащих из Подразделения по специальным операциям с помощью 21 бронеавтомобиля HUMVEE заблокировали дорогу через Белград около Сава-центра, ведущую в сторону моста Газела). Среди бунтовщиков были командир подразделения Душан Маричич и его помощник Звездан Йованович, отвечавший за резервный состав подразделения. На автомобилях было установлено тяжёлое вооружение. Около 7:30 начальник Государственной службы безопасности Горан Петрович вызвал своего заместителя Зорана Миятовича и отправил его на переговоры с бунтовщиками. В 8 часов Миятович прибыл к месту скопления военных, где вступил в переговоры с Маричичем и даже пошёл на блеф, сообщив ложную информацию. В частности, Миятович заявил, что многие военнослужащие «Красных беретов» объявлены в розыск МТБЮ, в соседних зданиях уже находятся войска (как действующие, так и призванные из резерва), а в случае обострения ситуации в дело вмешается Специальное антитеррористическое подразделение.
Во второй половине того же дня Милорад Улемек отправился в суд, где дал показания по делу о покушении на Вука Драшковича на Ибарском шоссе. Он пришёл в суд в сопровождении нескольких вооружённых лиц, которые запугали остальных свидетелей настолько, что те побоялись давать показания. Выйдя из зала суда, Улемек сказал журналистам о том, что поддерживает восстание и считает право на протест в военной форме законным гражданским правом. Вечером с целью проведения переговоров на базу спецназа в Куле прибыли Чедомир Йованович и Душан Михайлович. Спецназовцы потребовали от Михайловича подписать заявление об отставке. Михайлович под давлением согласился это сделать, однако когда Михайлович проходил рядом с Йовановичем, последний вырвал из его рук заявление и разорвал его. После очередного раунда переговоров была достигнута договорённость о том, что Михайлович напишет новое заявление, которое устроит Джинджича. Пока Михайлович писал заявление, перед столом на коленях стоял Улемек и со слезами на глазах говорил, что не хотел такого развития событий, а также грозился отрезать себе палец. Однако когда Чедомир Йованович бросил неосторожную реплику по поводу того, что все в Сербии ждут скорейшего самоубийства Улемека, на него с ножом бросился Звездан Йованович, и только Душан Маричич остановил сослуживца.
17 ноября 2001 года в 7:00 утра бунт прекратился, и все солдаты с техникой вернулись на базу, освободив дорогу Врбас—Белград — обе стороны сумели достигнуть договорённости. Согласно заявлению МВД Югославии, Подразделение по специальным операциям должно было стать специальным антитеррористическим подразделением, подчиняющимся исключительно премьер-министру с согласия Правительства Югославии, а его военнослужащие обязались не злоупотреблять своими полномочиями и деятельностью в политических целях. Джинджич пошёл навстречу протестующим и не только принял отставку Михайловича, но и отставку Петровича с Миятовичем: главой Государственной службы безопасности и его заместителем были назначены Андрия Савич и Милорад Брачанович, причём последний ранее был офицером службы безопасности «Красных беретов». Все сторонники Михайловича, работавшие над расследованием уголовных дел, заведённых в годы президентства Слободана Милошевича, также были уволены.

## Последствия
Хотя вооружённый бунт спецназовцев был противозаконным и нарушал часть 3 статьи 57 Конституции Союзной Республики Югославии 1992 года, мнение политиков на этот счёт разделилось. В поддержку бунтовщиков выступили президент страны Воислав Коштуница, который заявил, что никто из спецназовцев не ставил под угрозу безопасность страны (эти слова точь-в-точь повторяли выступление Улемека, что Коштуница назвал случайным совпадением), а также глава партии «Новая Сербия» Велимир Илич, который решил, что бунт может помочь выявить проблемы безопасности в стране, и вся Социалистическая партия Сербии.
Несмотря на заключённое соглашение, конфликт между Джинджичем и оппозицией не был исчерпан. Бунт стал предпосылкой к событиям 12 марта 2003 года, когда премьер-министра застрелил снайпер перед зданием Правительства Сербии. Убийцей оказался майор Звездан Йованович, помощник Маричича, а убийство было совершено по политическим мотивам. 25 марта 2003 года Подразделение по специальным операциям было окончательно расформировано, а его офицеры арестованы по обвинению в убийстве Джинджича. Звездан Йованович в 2007 году получил 35 лет тюрьмы, а Улемеку вынесли общий приговор в 40 лет лишения свободы за убийство Ивана Стамболича, покушение на Вука Драшковича и убийство Зорана Джинджича. В ноябре 2012 года, спустя 11 лет после бунта, был открыт архив из нескольких сотен страниц, посвящённый ноябрьским событиям 2001 года.
11 ноября 2010 года дело Джинджича и дело о бунте «Красных беретов» снова стали предметом обсуждения в обществе: мать и сестра Джинджича подали в Специальную прокуратуру по организованной преступности заявление с просьбой возбудить в отношении Улемека, Маричича, Коштуницы, Томича и ещё пятерых человек уголовное дело по обвинению в попытке вооружённого бунта и военного переворота, хотя специальный прокурор Милько Радисавлевич полагал, что родственники Джинджича просто пытаются связать бунт с убийством премьер-министра. В 2012 году семь бывших военнослужащих «Красных беретов», а именно Милорад Улемек, Звездан Йованович, Душан Маричич, Веселин Лечич, Драгослав Крсманович, Драгиша Радич, Владимир Поцич и Мича Петракович были обвинены в попытке государственного переворота в стране, под которой подразумевался бунт «Красных беретов» в ноябре 2001 года. 14 июня 2019 года Апелляционный суд Белграда снял со всех семерых эти обвинения, подтвердив оправдательный приговор первой инстанции, вынесенный в связи с отсутствием достаточных доказательств.